# 南部地方會議區
南部地方會議區是臺灣荷治時期之行政區劃之一，由荷蘭東印度公司於1644年劃定:34。

## 簡介
1635年11月，於熱蘭遮城擴展勢力且於大員地區穩固其疆域的荷蘭東印度公司，開始執行征討平埔族族社的小型戰役。1636年底，歸順東印度公司的平埔族族社高達57個，其中以臺南以南地區為主:29。而這些位於平埔族社及其他漢人村落，在1644年劃分的行政區劃上，正屬於南部地方會議區。也就是說，南部地方會議區之位置範圍約指大員或臺南以南的南臺灣地區。該區域統治數十個平埔族族社，為南臺灣最早之行政區劃，至1662年才因鄭成功攻取臺灣而廢止，但仍為鄭氏王朝所模仿沿用。
該會議區與其他三個臺灣行政區劃相同，不設各區統治者，而是由該區劃轄下平埔族族社長老或漢人村長直接向大員長官負責。